# Capesterre-Belle-Eau
Capesterre-Belle-Eau là một xã thuộc tỉnh Guadeloupe vùng lãnh thổ hải ngoại Guadeloupe của Pháp ở biển Caribbean.